# Парк у Свошовіце (Краків)
Парк у Свошовіце (пол. Park w Swoszowicach)- парк у краківській місцевості Свошовіце (пол. Swoszowice) між вулицями Конпелова (ul.Kąpielowa) та Пілкарська (ul.Piłkarska), у дільниці X Свошовіце. Знаходиться в мальовничій околиці, на терені пагорбів. Площа парку близько 2 га.

## Фауна і флора
У парку ростуть різні види чагарників і дерев (переважно листяних). Серед них: липи , берези, клени, дуби, буки, прекрасні каштани та окремі сосни. Найвищі з них досягають висоти 25 м. Парк став улюбленим місцем прогулянок не тільки місцевих жителів, а й туристів, які приїжджають на курорт. Він виконує рекреаційні та екологічні функції.

## Парк сьогодні
Наразі на терені парку розташовані:
- пішохідні доріжки
- доріжки для велосипедистів
- гірка для катання на санках взимку
- пам'ятка природи – в'яз гірський
- заклад громадського харчування
- санаторні будівлі в Свошовіце
- джерела мінеральної води
- каплиця, присвячена Божому Провидінню

З настанням темряви він освітлюється по всій площі. 
Дістатися до парку можна на маршрутах громадського транспорту MPK SA : 145, 155, 214, 215, 225, 234, 265.

## Галерея

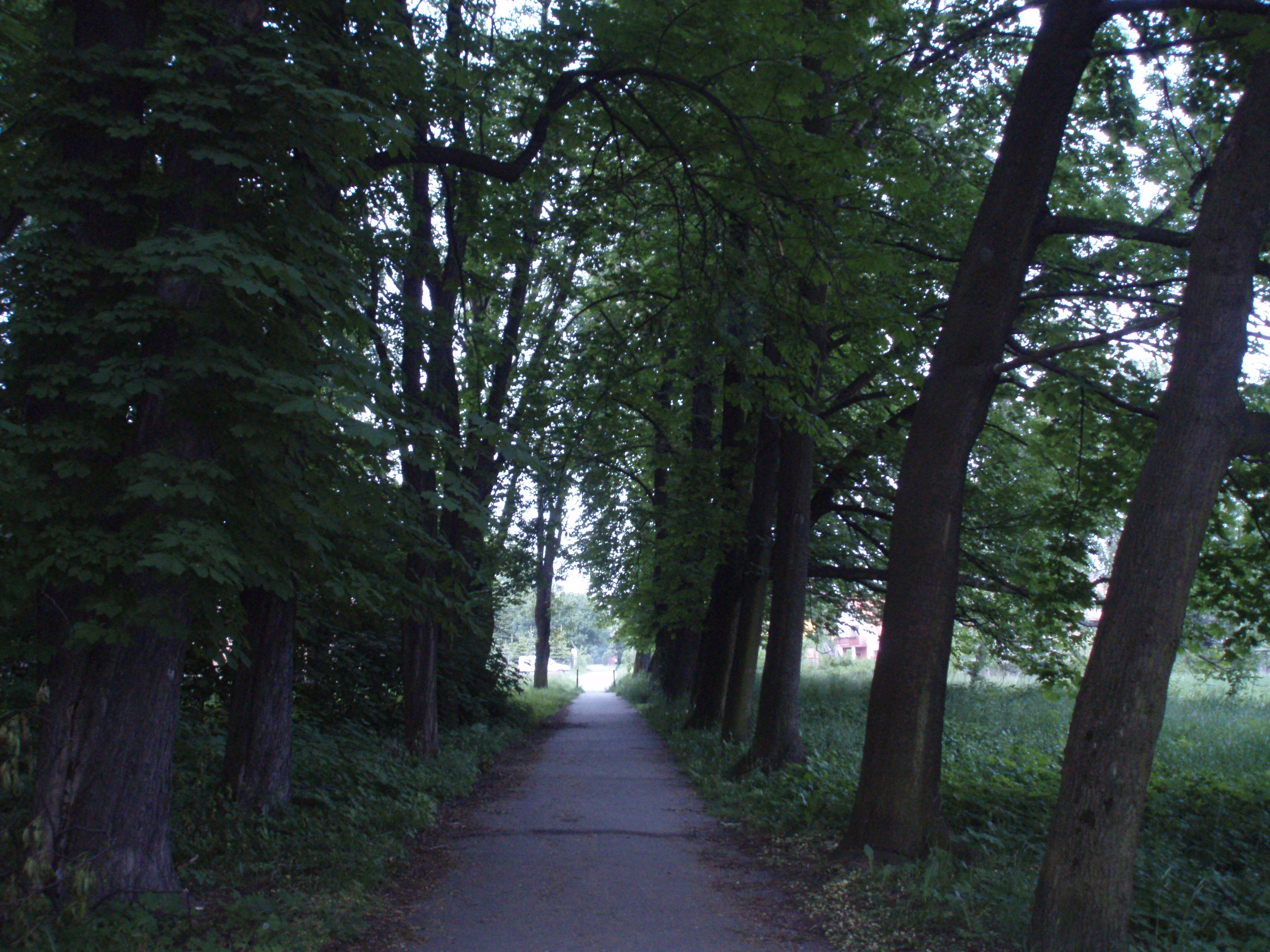
Алея
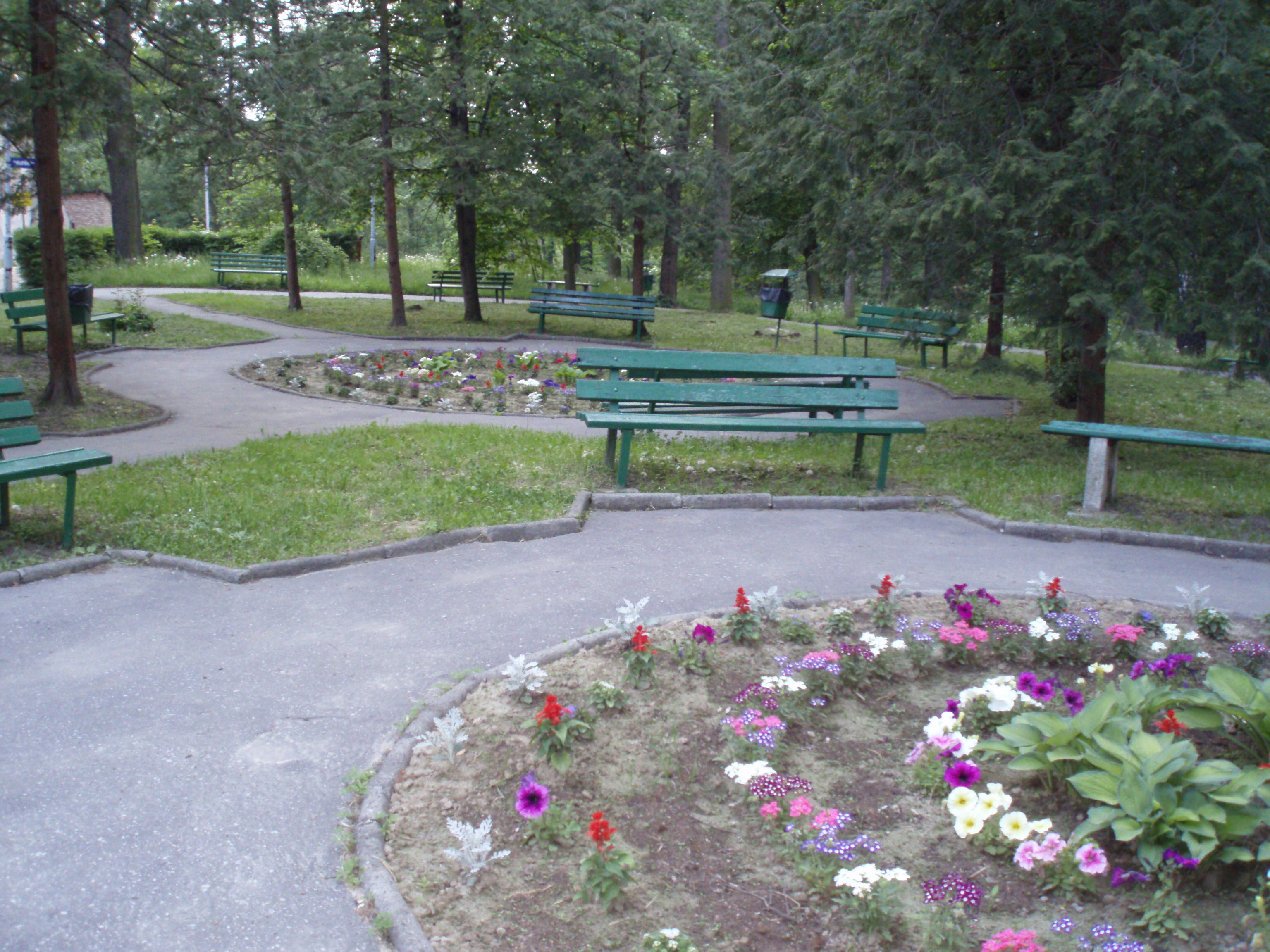
Квітник
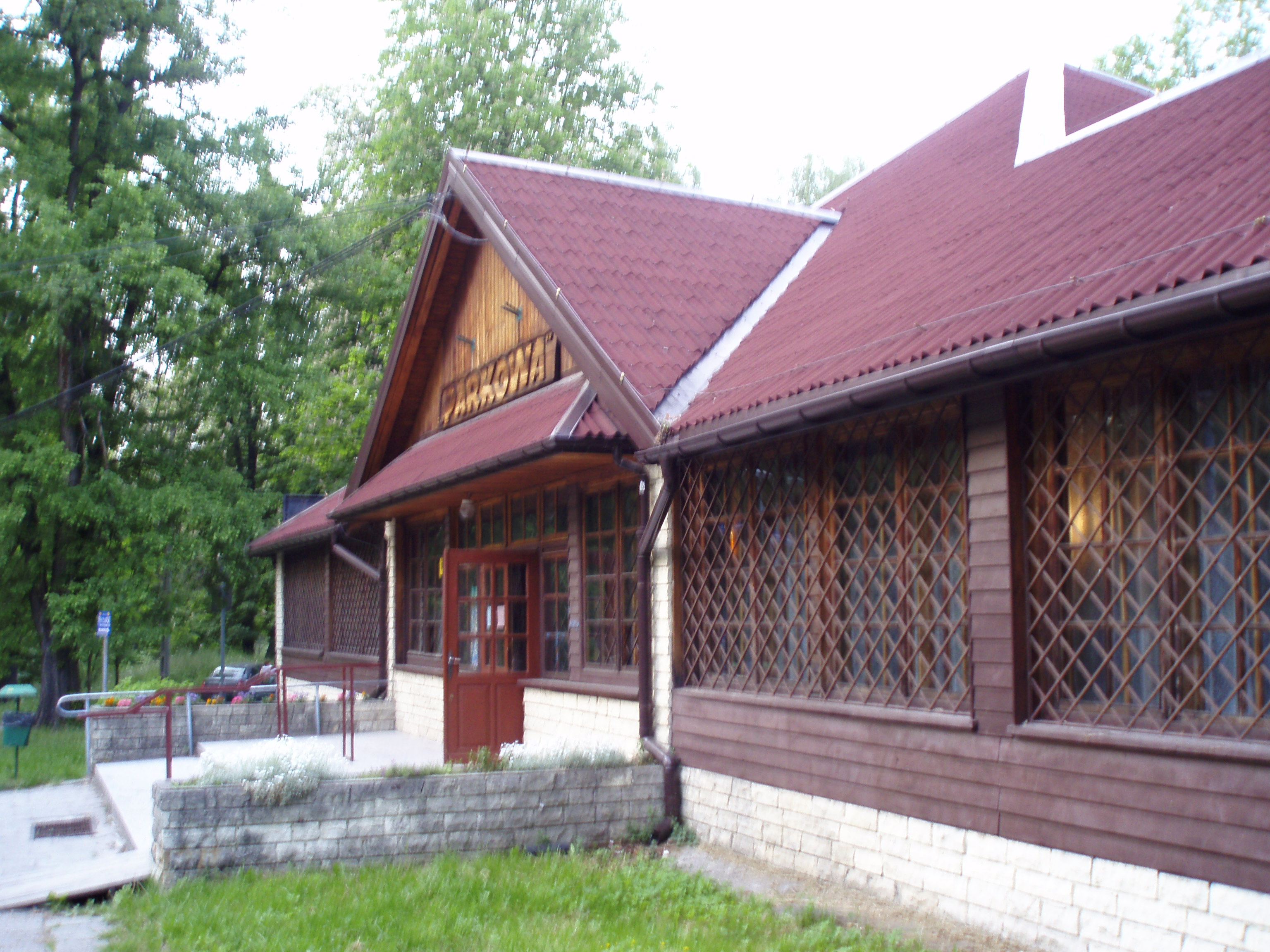
Ресторація паркова